# Suhum
Suhum – miasto i stolica dystryktu Suhum/Kraboa/Coaltar w regionie Wschodnim w Ghanie. Leży na 70 km północny zachód od Akry; 36 tys. mieszkańców (2006). Przemysł spożywczy.